# Belles de l'Ouest
Pour les articles homonymes, voir Bad Girls.
Pour plus de détails, voir Fiche technique et Distribution.
Belles de l'Ouest (Bad Girls) est film américain réalisé par Jonathan Kaplan, sorti en 1994. Écrit par Ken Friedman et Yolande Turner, le film met en vedette Madeleine Stowe, Mary Stuart Masterson, Andie MacDowell et Drew Barrymore, qui suit quatre anciennes prostituées en fuite à la suite d'un homicide justifiable et d'une évasion de prison, qui rencontrent plus tard des difficultés impliquant un vol de banque et des détectives de Pinkerton.
Conçu à l'origine comme un western féministe et un film indépendant à petit budget, jusqu'à ce que les producteurs Albert Ruddy et André Morgan fassent appel à la 20th Century Fox, l'implication d'un grand studio a considérablement augmenté le budget du film et a nécessité le casting d'actrices de renom. Le tournage principal a commencé en juillet 1993 à Sonora, en Californie, avec la réalisatrice Tamra Davis à la barre, mais peu de temps après le début du tournage, les producteurs ont licencié Davis et ont reconceptualisé le film pour en faire davantage un film d'action, embauchant Kaplan pour remplacer Davis.
Le long-métrage sort dans les cinémas nord-américains le 22 avril 1994, mais obtient des critiques largement négatives et a été une déception au box-office, les critiques estimant que le film a dilapidé ses prémisses encourageantes et a abusé de ses quatre protagonistes féminines.

## Synopsis
Cody, Anita, Eileen et Lilly travaillent ensemble comme prostituées dans un saloon qui fait aussi fonction de bordel. Lorsqu'Anita victime d'un client agressif sort sur le balcon intérieur et demande du secours, Cody tue l'homme d'une balle. Une manifestation puritaine se déroulant aux mêmes moments aux portes de l'établissement, Cody est maitrisée et s'apprête à être pendue sur le champ par les puritains. Ses trois collègues la sauvent de justesse de la pendaison et elles s'enfuient toutes quatre avec leurs affaires personnelles. La veuve de l'homme tué au bordel engage deux détectives de l'agence Pinkerton pour retrouver Cody. Lors d'une halte, elles rencontrent un homme, McCoy qui les informe qu'elles sont poursuivies.
Les quatre femmes discutent de leur avenir. Anita les informe qu'elle a des terres qui lui reviennent après que son mari soit mort du choléra. Cody se propose de financer l'opération grâce au pécule qu'elle a accumulé au bordel. Pour ce faire elle se rend à la banque pour solder son compte et obtenir des espèces. C'est à ce moment que les détectives de chez Pinkerton tentent de l'arrêter mais au même moment la banque est braquée par Kid Jarrett, un bandit et ancien amant de Cody. Il l'aide à s'en sortir mais lui subtilise tout son argent et lui demande de venir le voir. Dans la confusion de l'évasion Eileen est arrêté et enfermée dans la cellule du bureau du shérif. Cody décide d'aller récupérer l'argent auprès de Kid Jarrett, tandis qu'Anita et Lilly cherchent à organiser la libération d'Eileen.
L'invitation de Kid Jarrett était un piège, rancunier, il attache Cody, la fouette et la viole. Auparavant elle entend une conversation qui lui laisse à penser que Kid Jarrett projette une attaque d'un train de munitions. Plus tard, Cody est retrouvée inconsciente par McCoy, qui l'amène à une guérisseuse en ville et met les détectives Pinkerton sur une fausse piste. Anita et Lilly échouent à faire évader Eileen mais celle-ci fait du charme à Tucker, son gardien qui finit par la libérer. Celui-ci lui confie qu'il possède un ranch non loin de la ville. McCoy, Cody et les trois autres femmes se regroupent alors dans le ranch de Tucker. Cody organise sa vengeance. Placées en embuscade pendant l'attaque du train, elles s'emparent du butin, mais dans la bagarre Kid Jarret capture Lily qui est emmené et violée. Les filles s'emparent de leur côté de Frank, le père de Jarrett.
Elles pensent ainsi avoir une monnaie d'échange mais Frank provoque McCoy qui le tue. Tandis que Cody et Eileen préparent leur riposte, Anita se rend en ville pour faire valoir ses droits sur les terres de son époux décédé. L'homme de loi lui apprend qu'en tant que femme elle n'a aucun droit sur cette succession.
Une première tentative de libération de Lily organisée par McCoy échoue et ce dernier est fait prisonnier par Kid Jarrett. Cody, Anita et Eileen retrouve Lily sur la route, celle-ci apprend à ses camarades que McCoy a été capturé et torturé. Elles proposent donc à Kid Jarrett d'échanger McCoy contre le butin du train. La négociation est difficile et , au moment où les filles s'apprêtent à partir, l'un de violeurs de Lily la nargue. Par réflexe elle tire et une fusillade s'engage. Grâce à une mitrailleuse récupérée dans le butin les filles s'en sortent et éliminent tous les membres de la bande de Kid Jarrett.
Après la fusillade, Eileen reste avec Tucker tandis que Lilly, Cody et Anita se dirigent vers l'ouest, dépassant les détectives Pinkerton qui s'avèrent incapables de les retrouver.

## Fiche technique
- Titre : Belles de l'Ouest
- Titre original : Bad Girls
- Réalisation : Jonathan Kaplan
- Scénario : Ken Friedman et Yolande Turner (en)
- Production : William Fay (en), Charles Finch, Bruce Meade, Andre Morgan, Lynda Obst et Albert S. Ruddy
- Société de production : Twentieth Century Fox
- Musique : Jerry Goldsmith
- Photographie : Ralf D. Bode
- Montage : Jane Kurson (en)
- Décors : Guy Barnes
- Costumes : Susie DeSanto
- Pays de production : États-Unis
- Format : Couleurs - 1,85:1 - Dolby Digital - 35 mm
- Genre : Western
- Durée : 99 minutes
- Dates de sortie : 22 avril 1994 (États-Unis), 13 juillet 1994 (France)

## Distribution
- Madeleine Stowe (VF : Béatrice Agenin) : Cody Zamora
- Mary Stuart Masterson (VF : Martine Irzenski) : Anita Crown
- Andie MacDowell (VF : Déborah Perret) : Eileen Spenser
- Drew Barrymore (VF : Julie Turin) : Lilly Laronette
- James Russo : Kid Jarrett
- James LeGros : William Tucker
- Robert Loggia : Frank Jarrett
- Dermot Mulroney : Josh McCoy
- Jim Beaver : le détective Graves
- Nick Chinlund : le détective O'Brady
- Neil Summers (de) : Ned, un membre du gang de Jarrett
- Daniel O'Haco : Roberto, un membre du gang de Jarrett
- Richard Reyes : Rico, un membre du gang de Jarrett
- Alex Kubik : Yuma, un membre du gang de Jarrett
- Will MacMillan : le colonel Clayborne
- Harry Northup : le prédicateur

 Source et légende : version française (VF) sur RS Doublage

## Production
Tamra Davis était initialement chargée de la réalisation du film,. Le scénario, écrit par Yolande Finche et l'amie proche de Davis, Becky Johnston, a été envisagé comme un film artistique qui « mettrait au premier plan les thèmes politiques du western ». Davis a fait pression pour que New Line Cinema fasse le film avec elle comme réalisatrice. Le budget était initialement fixé à 6 millions de dollars. Le projet a été abandonné jusqu'à ce que la 20th Century Fox accepte de le financer, en confiant la responsabilité aux producteurs Albert Ruddy et Andre Morgan. Le film est alors devenu une production de haut niveau avec des actrices de renom en pourparlers pour jouer, et le budget a été augmenté à 16,5 millions de dollars.
Juste avant le début du tournage à Sonora, en Californie, Davis a reçu une réécriture du scénario de 75 pages, et les actrices n'auraient reçu qu'une journée de formation aux armes et un minimum de temps de répétition. Neuf jours après le début du tournage, Davis est renvoyée,. Ruddy et Morgan ont soutenu que le raisonnement était que Davis prenait du retard, mais les rapports ont également spéculé que contrairement à la vision de Davis, le studio voulait une « version plus sexy de Young Guns qui rapportaient 43 millions de dollars »,. Dans une entrevue à l'époque dans le magazine Entertainment Weekly, Madeleine Stowe a déclaré : « Tamra n'avait rien avec quoi travailler. Il n'y a aucun réalisateur, compte tenu du type de production qu'on lui a donné, qui aurait pu proposer ce qu'il voulait. ». Dermot Mulroney a déclaré que le studio a été insatisfait lorsque les rushes montraient « des femmes juste assises, et elles ont payé pour ce grand film d'action ».
À la suite du licenciement de Davis, Fox a embauché la productrice Lynda Obst, le réalisateur Jonathan Kaplan, le directeur de la photographie Ralf Bode et le scénariste Ken Friedman. Le budget est alors passé à 20 millions de dollars,. La production a été arrêtée pendant trois semaines, pendant lesquelles le scénario a été réécrit pour être plus orienté vers l'action et le casting principal a assisté à un « camp de cowboys » supervisé par le coordinateur des cascades Walter Scott,,. Discutant des changements d'embauche du studio, Obst a déclaré : « Jonathan est comme une femme. Son Pied au planchera été le premier film féministe qui m'a assommé. Il est plus féministe que moi. Il n'arrêtait pas de dire : « Les femmes ne veulent pas aller au coucher du soleil sans hommes. Nous aimons les hommes. » ». Obst a déclaré plus tard que l'ingérence du studio avait rendu la production difficile,.
Stowe a déclaré: « En fait, j'avais beaucoup aimé le premier scénario et je n'aurais jamais accepté de le faire autrement. Mais je suppose qu'il n'était pas traduit »". Stowe a rappelé plus tard le tournage comme une expérience désagréable, le seul point positif étant qu'il lui a permis de découvrir le Texas, où elle a acheté plus tard une maison.
Les scènes ferroviaires ont été filmées sur le Sierra Railroad dans le comté de Tuolumne, en Californie. Lorsque le tournage a repris avec Kaplan, la production a déménagé à Brackettville, au Texas pendant huit semaines.
La fin de Belles de l'Ouest a été refaite après des projections test négatives. Mary Stuart Masterson a déclaré : « L'histoire [originale] parlait davantage de chacun de nous obtenant son argent et se séparant ».

## Sortie et accueil
Le film connaît un échec commercial, ne rapportant que 23 000 000 $ au box-office mondial, dont 15 240 435 $ de recettes aux États-Unis. Aux États-Unis, le film a démarré en première place du box-office avec 5 012 200 $ engrangées le week-end de sa sortie mais décélère au fil des semaines, obtenant des chutes plus de 40% de fréquentation chaque semaine. Le long-métrage a été diffusé dans une combinaison maximale de 2 012 salles sur le territoire américain.
En France, le film passe également inaperçu avec 61 335 entrées, en raison d'une distribution limitée avec 80 salles le diffusant.
L'accueil critique est globalement négatif, obtenant un taux d'approbation de 13% sur le site Rotten Tomatoes, sur la base de 24 critiques collectées et une moyenne de 3,6⁄10.

## Autour du film
- Le tournage s'est déroulé à Brackettville, Jamestown et Sonora.
- Avec Belles de l'Ouest, le réalisateur Jonathan Kaplan retrouve l'actrice Mary Stuart Masterson qu'il avait déjà dirigé dans Immediate Family (1989), ainsi que Madeleine Stowe dans Obsession fatale (1992).
- La production avait tout d'abord confié la réalisation du film à Tamra Davis, sur un scénario écrit par Yolande Turner (en) et Becky Johnston (en), mais après quelques semaines de tournage, le studio n'étant pas du tout satisfait de la tournure que prenait le film, décida de remplacer la réalisatrice, de faire ré-écrire le scénario et d'envoyer les quatre actrices principales dans un camp de cowboys pour qu'elles puissent apprendre à tirer au pistolet et monter à cheval.

## Bande originale
- Shall We Gather at the River?, interprété par The Great Mother Lode Brass and Reed Band
- Onward Christian Soldiers, interprété par The Great Mother Lode Brass and Reed Band
- Streets of Laredo, solo de guitare de James LeGros
- Lorena, interprété par Robert Loggia